# Wyatt Wingfoot
Wyatt Wingfoot es un personaje ficticio secundario que aparece en los cómics estadounidenses publicados por Marvel Comics.
Si bien no tiene superpoderes, ha pasado mucho tiempo en la compañía de los Cuatro Fantásticos debido a su amistad con Johnny Storm, la Antorcha Humana, y su relación con la ocasional miembro de los Cuatro Fantásticos, She-Hulk. A pesar de su falta de poderes, Wingfoot es un excelente atleta, tirador, combatiente mano a mano, espía y entrenador de animales, y ha sido de ayuda oportuna en numerosas situaciones potencialmente devastadoras.

## Historial de publicaciones
Wyatt Wingfoot apareció por primera vez en Fantastic Four # 50 (mayo de 1966) y fue creado por Stan Lee y Jack Kirby. El personaje se inspiró en el atleta olímpico de 1887-1953 Jim Thorpe, que era miembro de Sac y Fox Nation.

## Biografía del personaje ficticio
Wyatt, hijo de "Big Will Wingfoot - ¡la estrella más grande de decatlón olímpico que este país haya tenido!", nació en la reserva india ficticia Keewazi en Oklahoma. Dejó de asistir a la universidad en la igualmente ficticia Universidad de Metro en Nueva York. Allí, Wingfoot se hizo compañero y amigo de Johnny Storm. Wyatt tiene aventuras ocasionales con Storm y los otros miembros de los Cuatro Fantásticos. Él acompañó a los Cuatro Fantásticos a Wakanda, conoció a la Pantera Negra, y ayudó a los Cuatro Fantásticos contra Klaw. Él ayuda a buscar una "amenaza" a los ciudadanos asustados, que simplemente resulta ser el perro perdido de los Inhumanos, el teletransportante Mandíbulas. Con la Antorcha Humana, se fue en una búsqueda para rescatar a los Inhumanos de la barrera de la "Zona Negativa"; también se encontró con Prester John. Algún tiempo después, junto a los Cuatro Fantásticos y la tribu Keewazi, se enfrentó al robot Tomazooma. Wyatt finalmente termina su licenciatura y se gradúa de la universidad para volver a la reserva como profesor.
Antes de regresar a su tribu, junto a los Cuatro Fantásticos se enfrentó al Hombre Milagro. Junto a los Cuatro Fantásticos y Agatha Harkness, combatió a Annihilus. Junto a la Antorcha Humana, Wyatt se encontró con Hulk y se enfrentaron a Blastaar. Junto a los Cuatro Fantásticos, Wyatt luchó con el Doctor Muerte. Con su tribu, Wyatt fue hechizado luego por el Hombre Milagro, pero fue rescatado por la Cosa y el Motorista Fantasma original. Con su tribu, Wyatt fue poseído por el demonio Dryminestes, pero fue restaurado a la normalidad por la Antorcha Humana y Daimon Hellstrom. Wyatt más tarde ayudó a la Antorcha Humana a luchar con Tornado Texano. Junto a la Cosa, Ka-Zar, y Águila Americana, Wyatt combatió a Klaw.
Después de la muerte del abuelo de Wingfoot, el jefe Keewazi, el Consejo de Ancianos pidió a Wyatt aceptar la posición como cacique tribal. Al mismo tiempo, el alienígena conocido como Terminus llegó a Oklahoma para devorar los recursos de la Tierra, y los Cuatro Fantásticos llegan para pelear. Wyatt conoció al nuevo miembro del cuarteto, Hulka, y ayudó al equipo a luchar con Terminus. Wingfoot pospuso su investidura como jefe de los Keewazi, y siguió a los Cuatro Fantásticos en cambio, regresando a Nueva York con Mister Fantástico y Hulka. Junto a los Cuatro Fantásticos, él viajó a una Tierra alternativa, y ayudó a combatir al Señor de la Guerra. Pronto comenzó una relación íntima con Hulka, y la ayudó a enfrentar al editor de revistas T.J. Vance. Él continuó esta relación después de que ella dejó el equipo (tras el regreso de la Cosa) y terminó involucrándose en sus aventuras también. Formó parte de un grupo de ciudadanos inocentes secuestrados por un rayo de teletransporte cuando S.H.I.E.L.D. fue tras Hulka. Él le ayuda a escapar del confinamiento al presionar la cantidad adecuada de peso en el suelo sensible a la presión de la celda donde estaban confinados. Esto era una tarea difícil, ya que Hulka es mucho más grande que la forma ya alta de él. Resulta que este incidente era parte de una lucha de poder interna dentro de S.H.I.E.L.D. y para complicar aún más las cosas, uno de los ciudadanos era en realidad una sensible colonia de cucarachas. Ellas irían tras el oficial a cargo corrupto de S.H.I.E.L.D., poniendo en peligro a todos los pasajeros y cualquiera en el que el helitransporte se estrellase. Hulka pronto neutraliza la amenaza, y Wyatt sobrevive a la caída del helitransporte. Junto a los Cuatro Fantásticos, Wyatt luego lucha con el Doctor Muerte (en realidad Kristoff). Junto a los Cuatro Fantásticos, Wyatt posteriormente investigó una zona temporal que rodea Central City, California. Wyatt luego asistió a la boda de Johnny Storm y Alicia Masters (en realidad, Lyja disfrazada). Wyatt más tarde se comprometió con Hulka; junto a Hulka, se enfrentó a Carlton Beatrice, y luego rompió el compromiso. Wyatt después acompaña a Ka-Zar y Shanna la Diablesa de vuelta a la Tierra Salvaje.
Wyatt se une a Hulka en algunas aventuras en su propia serie. Allí, al igual que muchos de los miembros del reparto, toma conciencia de su propia realidad como un ser ficticio.
Wingfoot finalmente regresa a su tribu cuando descubren grandes yacimientos de petróleo bajo su tierra. Él ayuda a negociar un acuerdo entre el gobierno de los Estados Unidos y los Keewazi.
Wyatt es visto brevemente siendo entrevistado en el programa de noticias 'Lateline' sobre su asociación con el grupo.
En el retorno del cuarteto fantástico, Wyatt acompaña a Johnny a un partido de los Mets y luego acompaña a este cuando va a reprocharle un asunto legal a Jennifer Walters, de paso en el mismo número se ve un relato perdido del cuarteto en el que Wyatt los acompaña en su camino a casa (porque estaban perdidos en el espacio.)

## Poderes y habilidades
Wyatt Wingfoot no tiene poderes sobrehumanos. Él es un gran atleta, y un espía altamente cualificado, entrenador de animales, jinete, motociclista, y tirador. También es una excelente combatiente mano a mano.
Wyatt a veces monta un giro-cruzador, proporcionado por el Grupo de Diseño de Wakanda.

## Otras versiones

### 1602
Un "Lord Wingfoot", aparentemente caucásico, aparece en la miniserie de Marvel 1602 1602: Fantastick Four como un rival de John Storm por la mano de Doris Evans. De acuerdo con Storm el hombre es un "bruto impío". Al final de la serie, cuando Mistress Evans lanza a ambos sobre William Shakespeare, Storm y Wingfoot resuelven sus diferencias con una copa.

### Last Avengers Story
En un futuro alternativo, Wyatt se ha casado con She-Hulk y han tenido un hijo llamado Jessie. Ella se une a los Vengadores para ayudar a derrotar a Ultron.

### Earth X
En Earth X, Wyatt se convierte en el nuevo compañero del Capitán América 'Redwing'. Juntos luchan contra la amenaza alienígena multi-mente 'Hydra', que ha tomado a mucha gente que ambos conocen, incluyendo She-Hulk y Sharon Carter.

### Heroes Reborn
Durante el crossover "Heroes Reborn", un análogo de un universo paralelo de Wingfoot supuestamente era un agente del gobierno asignado al monitorear un vuelo espacial independiente y reuniones extraterrestres, pero era en realidad un espía trabajando para la versión del Doctor Doom de ese universo. Se supo después que el espía era el Skrull Kl'rt y el Wingfoot verdadero logró escapar.

## En otros medios

### Videojuegos
- Wyatt Wingfoot aparece como un personaje no jugable en el videojuego Marvel: Ultimate Alliance, con la voz de Dave Wittenberg. Cuando está en la Torre Stark, si el jugador habla con él, él llevará al equipo en la próxima misión disponible en el Quinjet. Él tiene un diálogo especial con Johnny Storm. Cuando se lo encuentra por primera vez, le dan la Laptop de Viuda Negra que luego se la entrega a un hacker para tratar de descubrirla. Nunca se lo vuelve a ver después de que él lleva al equipo al Sanctum Sanctorum.[32]